# 戴文奎
戴文奎（？—？），字玄明，號龍江，直隸蘇州府崑山縣人，民籍，明朝政治人物。

## 生平
應天府鄉試第六十九名舉人。嘉靖三十二年（1553年）中式癸丑科三甲第一百一十五名進士。工部观政，授山东汶上知县，止。

## 家族
曾祖戴綸；祖父戴膺祐，府經歷；父戴邦獻，母龔氏。兄戴文完、弟戴文璧。